# Janet World Tour
 (février 2018).
Si vous disposez d'ouvrages ou d'articles de référence ou si vous connaissez des sites web de qualité traitant du thème abordé ici, merci de compléter l'article en donnant les références utiles à sa vérifiabilité et en les liant à la section « Notes et références ».
Tournées par Janet Jackson
Rhythm Nation World Tour
(1990) The Velvet Rope Tour
(1998-99)
Janet World Tour est la seconde tournée de  Janet Jackson  qui s’est déroulée entre 1993 et 1995 . 